# Zimosan
Zimosan je glukan sa ponavljajućim glukoznim jedinicama povezanim β-1,3-glikozidnim vezama. On se vezuje za TLR 2.
Zimosan se priprema iz ćelijskog zida kvasca, koji se sastoji od proteinsko - ugljeno hidratnih kompleksa. On se koristi za eksperimentalno indukovanje sterilne inflamacije. Kod makrofaga, zimosanom indukovani responsi obuhvataju indukciju proinflamatornih citokina, mobilizaciju arahidonata, fosforilaciju proteina, i formiranje inozitol fosfata. Zimosan A takođe povišava nivoe ciklina D2, što sugeriše njegovu moguću kasniju ulogu u aktivaciji makrofaga pored proliferacije. On pojačava akutno oštećenje jetre nakon injekcije galaktozamina iz čega proizilazi da pojedini tipovi neparenhimalnih ćelija, pored Kupferovih ćelija, učestvuju u aktivaciji zimosanom.

## Spoljašnje veze
- Zymosan на 